# エミッヒ・キリル・ツー・ライニンゲン
エミッヒ・キリル・フェルディナント・ヘルマン・ツー・ライニンゲン（Emich Kirill Ferdinand Hermann Fürst zu Leiningen, 1926年10月18日 - 1991年10月30日）は、ドイツの旧諸侯・シュタンデスヘルのライニンゲン侯家の当主。

## 経歴
ライニンゲン侯家家長カールとその妻ロシア大公女マリヤ・キリロヴナの長男。1946年ソ連に抑留中だった父が死ぬと家督を継ぎ、一族の伝統に則り「ライニンゲン侯」を自称した。ウンターフランケン、ヘッセン、バーデン諸地方の大土地所有者であり、侯家の資産は1957年時点で15億ドル相当と見積もられていた。実業家・起業家として活動し、ドイツ連邦共和国功労勲章一等功労十字章を受章した。メルセデス・ベンツ・300SLガルウィング・クーペモデルの最初の購入者でもあった。
1950年8月10日ラシュテーデにて、オルデンブルク大公世子ニコラウスの次女アイリーカ（1928年 - 2016年）と結婚。間に4人の子をもうけた。
- メリタ・エリーザベト・バティルディス・ヘレーナ・マルガリータ（1951年 - ） - 1978年ホルスト・レグルムと結婚
- カール・エミッヒ・ニコラウス・フリードリヒ・ヘルマン（1952年 - ） - ロシア帝位請求者を自称
- アンドレアス（1955年 - ） - ライニンゲン侯家家長
- シュテファニー・マルガリータ（1958年 - 2017年）

死の半年前、後継者の長男カール・エミッヒが平民と再婚したことに怒り、廃嫡した。そのため、次男アンドレアスが家督を継承した
。

## 引用
1. ↑  Genealogisches Handbuch des Adels, Volume 133, p. 250
2. ↑  “Royalty Glitters At Wedding Rite”, The Washington Post and Times Herald (Amorbach), (16 February 1957)
3. ↑  “History: the Princes”.   Furst Leiningen. 2019年5月16日閲覧。
4. ↑  “1955 Mercedes-Benz 300SL Gullwing Coupe Chassis”.   Bonhams. 2019年5月16日閲覧。
5. 1 2  Paterson, Tony (22 June 2000), “A Pauper Prince's Palatial Quest”, The Guardian (Berlin) 2017年4月27日閲覧。